# سيلفين مارفو
سيلفين مارفو (بالفرنسية: Sylvain Marveaux)‏ (مواليد 15 أبريل 1986 في فان - فرنسا) لاعب كرة قدم فرنسي يلعب حاليا لصالح نادي الدرجة الأولى رين الفرنسي منذ 2006 في مركز الوسط المحوري .

## روابط خارجية
- سيلفين مارفو على موقع الاتحاد الأوربي (الإنجليزية)
- سيلفين مارفو على موقع رابطة كرة القدم الفرنسية للمحترفين (الإنجليزية)
- سيلفين مارفو على موقع قاعدة بيانات كرة القدم.إي يو (الإنجليزية)
- سيلفين مارفو على موقع ليكيب (الفرنسية)
- سيلفين مارفو على موقع Soccerbase.com (لاعب) (الإنجليزية)
- سيلفين مارفو على موقع Soccerway.com (الإنجليزية)
- سيلفين مارفو على موقع عالم كرة القدم.نت (الإنجليزية)
- سيلفين مارفو على موقع كووورة
- سيلفين مارفو على موقع AS.com (الإسبانية)